# Leduc-Beaumont
Circonscription électorale provinciale du Canada
Leduc-Beaumont (auparavant Leduc et Leduc-Beaumont-Devon) est une circonscription électorale provinciale de l'Alberta (Canada), située au sud d'Edmonton. Elle comprend les villes de Beaumont et Leduc. Son député actuel est le néo-démocrate Shaye Anderson.

## Liste des députés
| Années                            | Années          | Député                  | Parti politique           |
| Leduc                             | Leduc           | Leduc                   | Leduc                     |
| --------------------------------- | --------------- | ----------------------- | ------------------------- |
|                                   | 1905 - 1909     | Robert Telford          | Libéral                   |
|                                   | 1909 - 1913     | Robert Telford          | Libéral                   |
|                                   | 1913 - 1917     | Stanley Tobin           | Libéral                   |
|                                   | 1917 - 1921     | Stanley Tobin           | Libéral                   |
|                                   | 1921 - 1926     | Stanley Tobin           | Libéral                   |
|                                   | 1926 - 1930     | Douglas Breton          | United Farmers            |
|                                   | 1930 - 1935     | Arthur Percy Mitchell   | Libéral                   |
|                                   | 1935 - 1940     | Ronald Ansley           | Créditiste                |
|                                   | 1940 - 1944     | Ronald Ansley           | Créditiste                |
|                                   | 1944 - 1948     | Ronald Ansley           | Créditiste                |
|                                   | 1948 - 1952     | Ronald Ansley           | Créditiste                |
|                                   | 1952            | Ronald Ansley           | Indépendant               |
|                                   | 1952 - 1955     | Ronald Ansley           | Indépendant               |
|                                   | 1955 - 1959     | Ronald Ansley           | Indépendant               |
|                                   | 1959 - 1963     | Ronald Ansley           | Indépendant               |
|                                   | 1963 - 1967     | James Douglas Henderson | Créditiste                |
|                                   | 1967 - 1971     | James Douglas Henderson | Créditiste                |
| Voir Wetaskiwin-Leduc 1971 - 1993 |                 |                         |                           |
|                                   | 1993 - 1997     | Terry Kirkland          | Libéral                   |
|                                   | 1997 - 2001     | Albert Klapstein        | Progressiste-conservateur |
|                                   | 2001 - 2004     | Albert Klapstein        | Progressiste-conservateur |
| Leduc-Beaumont-Devon              |                 |                         |                           |
|                                   | 2004 - 2008     | George Rogers           | Progressiste-conservateur |
|                                   | 2008 - 2012     | George Rogers           | Progressiste-conservateur |
| Leduc-Beaumont                    |                 |                         |                           |
|                                   | 2012 - 2015     | George Rogers           | Progressiste-conservateur |
|                                   | 2015 - (actuel) | Shaye Anderson          | Néo-démocrate             |